# Едгар Аблович
Едгар Аллен Аблович (англ. Edgar Allen Ablowich; нар. 29 квітня 1913 — пом. 6 квітня 1998) — американський легкоатлет, який спеціалізувався в бігу на короткі дистанції.

## Із життєпису
Олімпійський чемпіон в естафеті 4×400 метрів (1932).
Ексрекордсмен світу в естафеті 4×400 метрів.
По завершенні спортивної кар'єри, працював на педагогічних посадах в Університеті Вайомінгу.

## Основні міжнародні виступи
| Рік  | Змагання         | Місто        | Місце | Дисципліна |
| ---- | ---------------- | ------------ | ----- | ---------- |
| 1932 | Олімпійські ігри | Лос-Анджелес | 1     | 4×400 м    |